# Casa de José de Alencar
Die Casa de José de Alencar in Mecejana, Ceará, ist ein von der Bundesuniversität Ceará unterhaltenes Literaturmuseum für den brasilianischen Romancier José de Alencar.

## Geschichte
Das Gelände des früheren Sítio Alagadiço Novo, 1826 von José Martiniano de Alencar, Vater des Schriftstellers und Gouverneur von Ceará, als Privatresidenz erworben, wurde 1966 vom ersten Rektor der Bundesuniversität Ceará gekauft und 1968 unter Denkmalschutz gestellt. Alencar wurde 1829 auf diesem Landsitz seiner Eltern geboren und verbrachte dort einen Teil seiner Kindheit, bis die Familie 1838 nach Rio de Janeiro umzog, nachdem der Vater Senator geworden war. Heute ist der Ort ein Stadtteil von Fortaleza.

## Bauten
Das einstige Herrenhaus, Casa grande, hat sich nicht erhalten. Von den früheren Baulichkeiten besteht nur noch ein kleines, 1826 erbautes einstöckiges Häuschen, Casinha genannt, mit Backsteinboden und kalkverputzten Mauern. Es verfügt über vier Räume, darunter Wohn- und Schlafzimmer und eine Küche. 1970 wurde daneben ein zweistöckiges Gebäude errichtet, in dem sich neben der Museumsverwaltung ein Museum für Anthropologie, die Pinacoteca Floriano Teixeira mit 32 Gemälden, die auf Werken Alencars basieren, und die Biblioteca Braga Montenegro befinden. 1980 ist noch ein Restaurant dazugekommen. Außerdem gibt es Wohnräume für Wissenschaftler, die dort Forschungsprojekte durchführen möchten.

## Archäologischer Befund
Im Jahr 2000 haben Archäologen der Bundesuniversität Pernambuco das Gelände untersucht, hauptsächlich die Ruinen des einstigen Herrenhauses und die Reste der ersten dampfbetriebenen Zuckerrohrpresse von Ceará, die aus Frankreich eingeführt worden war. Bei den Ausgrabungen wurden etwa 10.000 Fragmente von Geschirr und von Gegenständen des alltäglichen Gebrauchs gefunden, des Weiteren die Fundamente zweier älterer Zuckerrohrpressen.

## Ausstellung
Im Literaturmuseum werden unter anderem eine Abschrift von Alencars Taufurkunde gezeigt, ein Grundriss des Herrenhauses, Auszüge aus seinen Romanen und eine Chronologie seines literarischen Schaffens. Später sollen noch ein Archiv und ein Museum für sämtliche Schriftsteller von Ceará hinzukommen, des Weiteren soll eine Gedenkstätte für Alencar mit einer Forschungsbibliothek eingerichtet werden.

## Weblink
- A Casa de José de Alencar